# Otal
Otal una localidad despoblada española perteneciente al municipio de Broto, en la comarca de Sobrarbe,  provincia de Huesca, Aragón. Forma parte del Sobrepuerto.

## Situación
Se encuentra en el llamado Sobrepuerto, como Ainielle, Basarán, Cillas, Cortillas, Escartín, Bergua y Sasa de Sobrepuerto, todos ellos ya igualmente despoblados, y emplazado entre los montes Erata (2003 m de altura) y Pelopín (de 2007 m de altura), mientras que el pueblo, por su parte, está a 1.465 m de altura, siendo el pueblo situado a mayor altitud de todo el Pirineo occidental.
Por el lugar discurre el río Otal, un afluente del río Ara, que también recibe los nombres de barranco de Otal o de barranco de Forcos, y se trata de un lugar al que no se puede acceder por carretera asfaltada ni por pista, sino únicamente por un sendero de 4 km de longitud desde el último punto accesible en vehículo. Igualmente, puede llegarse a Otal a través del puerto de Cotefablo, en el término de Yésero.
Por Otal discurre un sendero de Gran Recorrido, el GR-16 Senderos de Serrablo, que hace un recorrido por las iglesias mozárabes de Serrablo. También el GR 15, de reciente marcaje como Sendero Turístico de Aragón, en la etapa entre Broto y Biescas.

## Etimología
Para Jesús Vázquez Obrador la etimología del topónimo es dudosa, pudiéndose emparentar con el vasco ot- (tojo o aulaga en aragonés). Pero a la vez, señala que la desinencia final -al tiene claro origen romance, como un locativo abundancial. Plantea el problema del difícil encaje de un topónimo de origen mixto.

## Historia
La primera posible mención de Otal en la historia (aunque es dudosa por posible confusión con Oto) corresponde al año 1050. No obstante, Agustín Ubieto indica que la primera mención corresponde al año 1100, aunque su estudio es ya antiguo, apareciendo citada como Otal y como Otale, según la obra de Antonio Durán Gudiol Colección diplomática de la catedral de Huesca, volumen I, Zaragoza 1965.
Durante la Edad Media, Otal perteneció al priorato de Rava, junto con otros lugares de Sobrepuerto y cercanías, según Antonio Durán Gudiol.
Tras los problemas aparecidos en el Reino de Aragón con motivo de las luchas sucesorias a la muerte de Martín I de Aragón, la zona se convierte en un lugar de activa presencia de bandoleros.
También aparece citado en las relaciones de infanzones correspondientes a los años 1787 y 1788.
Tradicionalmente, los vecinos de Otal se desplazaban para efectuar sus compras a Biescas durante el buen tiempo y, durante el invierno, por las duras condiciones climatológicas de la zona, en pleno Pirineo, lo hacían a Fiscal y Broto, a través del cauce del río Otal. Hay que recordar que Broto organizaba mercado por concesión real y que, a través del puerto de Bujaruelo efectuaba un activo comercio con Francia, llegando a ser una de las 12 taulas de cobro que las Cortes de Aragón establecieron en el reino en 1363
En 1845 Otal, junto con Escartín, pasó a formar parte del término municipal de Basarán.
A principios del siglo XX, Basarán (incluido Otal) pasa a unirse con Bergua para formar un único municipio.
En los años 60, todos estos pueblos pasan a formar parte de Broto.

## Población
En el fogaje correspondiente a 1495, que recoge por motivos fiscales la población de Aragón, aparecen en el lugar 8 fuegos o familias.
En 1842 Otal tiene 59 habitantes. Inmediatamente después se integra en el municipio de Basarán.:
El Diccionario geográfico-estadístico-histórico de España y sus posesiones de Ultramar, de Pascual Madoz, en 1846, da la cifra de 8 fuegos y 59 habitantes.
En 1970 existían 4 habitantes en Otal.
Actualmente se encuentra deshabitado.

## Patrimonio cultural
- Iglesia de San Miguel (aunque también se dice que estuvo consagrada al Nacimiento de Jesús),[5][12] del siglo XI,[6] de construcción románica mozárabe,[9] aunque únicamente ha sobrevivido el ábside,[12] siendo el resto del edificio fruto de remodelaciones de los siglos XVI y XVII.[5] Puede verse una imagen del ábside en la web de Pueblos de España, y un importante número de imágenes en la web del Románico Aragonés de García Omedes. Puede observarse a simple vista cómo el ábside ha sido perforado para la apertura de nichos de inhumación de difuntos. Ha sido declarado monumento histórico, por formar parte de las iglesias de Serrablo y fue restaurado por la Asociación de Amigos de Serrablo en 1982.[9]
- Dintel de casa Oliván. Fue rescatado por medio de helicóptero y se exhibe actualmente en el Museo de Serrablo de Sabiñánigo.[5][6] El escudo de la misma vivienda fue trasladado por los dueños de la casa a Huesca.[9]
- Lienzo gótico de San Miguel, depositado en el Museo Diocesano de Jaca.[5]
- Casco urbano, en el que destacan numerosos elementos de arquitectura tradicional.[6]

## Patrimonio natural
Enclavada en pleno Pirineo, Otal posee una importante presencia de especies vegetales, como abedul, abeto, boj, haya, pino y roble.

## Fiestas patronales
- Se celebran por San Ramón.[1]